# Itayanagi
Itayanagi (japanska: 板柳町?, Itayanagi-machi) är en landskommun (köping) i Aomori prefektur i Japan.  